# Episodi di Weeds (quarta stagione)
La quarta stagione della serie televisiva Weeds è stata trasmessa in prima visione negli Stati Uniti dal 16 giugno al 15 settembre 2008 sul canale Showtime.
In Italia la stagione è andata in onda dal 22 novembre 2010 al 14 febbraio 2011 su Rai 4.
| nº | Titolo originale                                                 | Titolo italiano         | Prima TV USA      | Prima TV Italia  |
| -- | ---------------------------------------------------------------- | ----------------------- | ----------------- | ---------------- |
| 1  | Mother Thinks the Birds Are After Her                            | Nuova frontiera         | 16 giugno 2008    | 22 novembre 2010 |
| 2  | Lady's a Charm                                                   | Messico!                | 23 giugno 2008    | 29 novembre 2010 |
| 3  | The Whole Blah Damn Thing                                        | ...bla, bla, bla        | 30 giugno 2008    | 29 novembre 2010 |
| 4  | The Three Coolers                                                | Shevah                  | 7 luglio 2008     | 6 dicembre 2010  |
| 5  | No Man Is Pudding                                                | Nessun uomo è un budino | 14 luglio 2008    | 6 dicembre 2010  |
| 6  | Excellent Treasures                                              | Tesori di famiglia      | 21 luglio 2008    | 13 dicembre 2010 |
| 7  | Yes I Can                                                        | Si può fare!            | 28 luglio 2008    | 13 dicembre 2010 |
| 8  | I Am the table                                                   | Io sono il tavolo       | 4 agosto 2008     | 10 gennaio 2011  |
| 9  | Little Boats                                                     | Piccole barchette       | 11 agosto 2008    | 17 gennaio 2011  |
| 10 | The Love Circle Overlap                                          | Fantasmi                | 18 agosto 2008    | 24 gennaio 2011  |
| 11 | Head Cheese                                                      | Testa di formaggio      | 25 agosto 2008    | 31 gennaio 2011  |
| 12 | 'Till We Meet Again                                              | L'informatore           | 8 settembre 2008  | 7 febbraio 2011  |
| 13 | If You Work for a Living, Then Why Do You Kill Yourself Working? | Buon compleanno Silas!  | 15 settembre 2008 | 14 febbraio 2011 |